# Lykóvrysi-Péfki
Lykóvrysi-Péfki (en grec : Λυκόβρυση-Πεύκη), est un dème situé juste au nord d'Athènes dans la périphérie de l'Attique en Grèce. Il est créé par la fusion des dèmes de Péfki et de Lykóvrysi.